# جمعية الطيور العالمية
جمعيَّة الطيور العالميَّة (بالإنگليزية: BirdLife International) هي شركة عالميَّة تتألَّف من عدَّة منظمات حفاظ حياة بريَّة تُناضلُ في سبيل حماية الطيور وموائلها الطبيعيَّة على وجهٍ خاص، والتنوّع الحيوي العالمي على وجهٍ عام، وتعمل مع عدَّة أفراد في سبيل صيانة الموارد الطبيعيَّة واستخدامها استخدامًا مُستدامًا.
هذه الشركة هي أكبر شركة عالميَّة مكوَّنة من منظمات حفاظ على الحياة البريَّة، إذ يزيد عدد المُنظمات الأعضاء فيها عن 100 مُنظمة، تشمل: الجمعيَّة الملكيَّة للحفاظ على الطيور (بالإنگليزية: Royal Society for the Protection of Birds؛ اختصارا: RSPB)، وجمعيَّة الطيور والتاريخ الطبيعي في جبل طارق، وجمعية التاريخ الطبيعي في بومباي، وجمعية طيور أستراليا، والجمعية الملكيَّة لحماية الطيور والغابات في نيوزيلندا، وجمعية طبيعة السيشيل، وجمعية الطبيعة الماليزية، وجمعية رصد الطيور في أيرلندا.
تتولَّى هذه الجمعية مهمَّة تصنيف الطيور وفقًا لحالة انحفاظها، كما تتولى تحديد موائلها الطبيعيَّة والمسائل والمشاكل التي تواجهها الحياة الطيريَّة وتتأثَّر بها حول العالم، وهي تُعدّ المرجع الأوَّل والأساسي في هذا المجال.

## التاريخ
تأسست جمعيَّة الطيور العالميَّة في سنة 1922 على يد عالما الطيور الأمريكيين طوماس گيلبيرت پيرسون وجان ثيودور ديلاكور، تحت مُسمَّى «المجلس العالمي للحفاظ على الطيور» (بالإنگليزية: International Council for Bird Preservation). توقفت الجمعيَّة عن العمل بعد نهاية الحرب العالمية الثانية بفعل الضغط السياسي، ولم تنشط مُجددًا إلّا في عام 1983 بعد أن عُيِّن عليها رئيسًا تنفيذيًا مُحترفًا، وفي عام 1993 نُقل إسمها إلى ما هو عليه اليوم.

## النشاط الدولي
للجمعيَّة عدَّة نشاطات دوليَّة مُتمثلة في الحفاظ على الطيور في أنحاء مختلفة من العالم، منها: أفريقيا، والأمريكتان، وآسيا، وأوروبا وآسيا الوسطى، والشرق الأوسط، ومنطقة المحيط الهادئ، بالإضافة إلى الكاريبي.

## البرامج العالميَّة
تؤدي الجمعيَّة برامجًا مُتعددة في كل منطقة من المناطق سالفة الذِكر، بما فيها: برنامج الطيور البحرية العالميّ، وبرنامج الحياة الطيريَّة للحيلولة دون انقراض الأنواع، وبرنامج دروب الهجرة، وبرنامج التغيير المُناخي، وبرنامج غابات الأمل، وبرنامج التمكين المحلّي، وبرنامج مناطق الطيور المهمَّة.

## المجلَّة
تنشر جمعيَّة الطيور العالميَّة مجلَّة فصليَّة تحمل عنوان «رصد الطيور العالمي» (بالإنگليزية: World Birdwatch). تضم المجلَّة آخر الأخبار والمقالات التصنيفيًة عن الطيور، وموائلها الطبيعيَّة، وأوضاعها وحالات انحفاظها حول العالم.

## القائمة الحمراء
جمعيَّة الطيور العالميَّة هي المرجع الأوَّل والأساسي المسؤول عن تصنيف الطيور وفقًا للقائمة الحمراء التابعة للاتحاد العالمي للحفاظ على الطبيعة (IUCN). أظهرت آخر التخمينات في عام 2012 أنَّ 1,313 نوع من الطيور مُهددة بالانقراض (موضوعة ضمن فئات المهددة بدرجة قصوى، والمهددة بدرجة متوسطة، والمهددة بدرجة دنيا). وهذا يُمثِّل 13% من إجمالي 10,064 نوع باقٍ في العالم.

## وصلات خارجية
- الصفحة الرئيسيَّة لجمعيَّة الطيور العالميَّة.
- حقائق حول جميع أنواع الطيور من موقع الجمعيَّة.
- حقائق حول جميع مناطق الطيور المُهمَّة في العالم (IBAs) من موقع الجمعيَّة.
- حقائق حول جميع مناطق الطيور المتوطِّنة (EBAs) من موقع الجمعيَّة.
- جمعيَّة الطيور العالميَّة - دراسات حول أنواع الطيور في العالم.